# Stausee Ottenstein
Der Stausee Ottenstein ist der oberste der drei Kampstauseen im niederösterreichischen Waldviertel und ein beliebtes Freizeit- und Ausflugsziel. Flussabwärts liegen der Stausee Dobra und der Thurnberger Stausee.

## Beschreibung

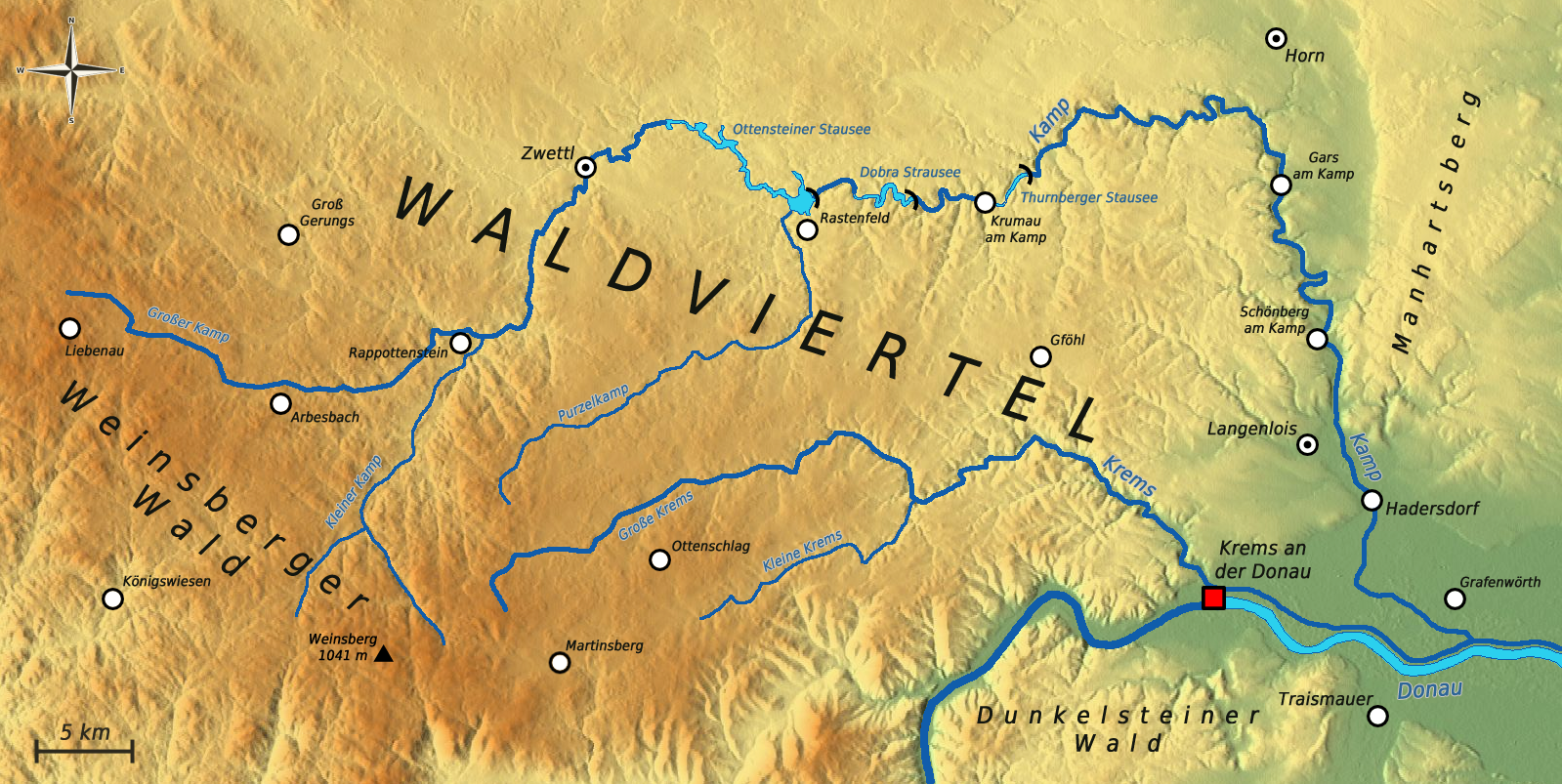
Kamplauf

Hinter der 69 m hohen Gewölbestaumauer wird das Wasser des Kamps aufgestaut. Bei Vollstau beinhaltet der Stausee 73 Millionen m³ Wasser. Die Wasserfläche beträgt dann 4,3 km² und reicht bis zum Stift Zwettl. Das Rückstaugebiet liegt zum Teil auf dem während der NS-Zeit entvölkerten Truppenübungsplatz Allentsteig.
Über die Hochwasserklappen in der Mauerkrone können bis zu 150 m³/s kontrolliert abgelassen werden.
Der Stausee ist umgeben von Wald und steinigen Ufern. In der hügeligen Landschaft des Waldviertels erinnern seine verzweigten Seearme an die hierzulande eigentlich untypische fjordartige Landschaftsform Skandinaviens.

## Ausflugsziel und Erholungsgebiet
Der Stausee ist vor allem im Sommer ein beliebtes Ausflugsziel und belebt den Tourismus der Region. Entlang der bewaldeten Ufer gibt es zahlreiche Rad-, Wander- und Reitwege. Die fjordartigen Buchten sind teilweise nur mit dem (Leih-)Boot zu erreichen und ermöglichen besonders viel Ruhe und sehenswerte Orte. Die Burg Ottenstein und die Ruine Lichtenfels liegen auf Halbinseln und lassen sich vom See aus gut erblicken.
Der Ottensteiner Stausee weist darüber hinaus einen Fischreichtum auf: Hechte, Karpfen, Barsche, Zander, Schleien und Forellen können hier gefischt werden.

## Geschichte
Bereits vor dem Ersten Weltkrieg wurden erste Überlegungen angestellt, den Kamp zwischen Zwettl und Rosenburg für die Energiegewinnung zu nutzen. Eine von der Niederösterreichischen Statthalterei dem Syndikat Donaukraftwerk Wallsee 1913 erteilte und für den gesamten Kamp gültige Nutzungs-Konzession verfiel allerdings wegen des Ersten Weltkriegs.
In der Zwischenkriegszeit nahm die Niederösterreichische Elektrizitätswirtschafts-AG NEWAG die Planungen aus der Vorkriegszeit wieder auf. Allerdings konzentrierte sich der Ausbau der Wasserkraft auf das südliche Niederösterreich. Später ließ die Weltwirtschaftskrise eine Verwirklichung der Pläne nicht zu.
Von den Siemens-Schuckertwerken wurde 1943 ein Projekt erstellt, laut welchem am Ober- und Mittellauf des Flusses neun Speicherkraftwerke, drei Laufkraftwerke und ein Ausgleichswerk errichtet werden sollten.
Den steigenden Energiebedarf nach dem Ende des Zweiten Weltkriegs wollte das Land Niederösterreich durch die Errichtung eigener Kraftwerke decken. Verwirklicht werden sollten in einer geplanten ersten Ausbaustufe die drei wirtschaftlichsten Projekte des Siemens-Schuckert-Plans, nämlich
- das Pumpspeicherkraftwerk Ottenstein,
- das Speicherkraftwerk Dobra-Krumau und
- das Ausgleichswerk Thurnberg-Wegscheid.

Der im Jahr 1946 durch das Land Niederösterreich zunächst für die beiden Anlagen Dobra-Krumau und Thurnberg-Wegscheid gefasste Baubeschluss wurde jedoch durch die Ratifizierung des Zweiten Verstaatlichungsgesetz der Bundesregierung blockiert. Dieses Gesetz gestattete den Bau und Betrieb großer Kraftwerksprojekte nur noch den neu gegründeten Sondergesellschaften – in diesem Fall der Donaukraftwerke AG DoKW als der nächstgelegenen Gesellschaft. Aufgabe der Landesgesellschaften sollte vor allem die regionale Stromverteilung sein sowie die Errichtung kleinerer Anlagen.
Da sich aber die NEWAG vertraglich das Zugeständnis sicherte, das Projekt selbst verwirklichen zu können, sollte die DoKW nicht innerhalb eines Jahres mit den Arbeiten beginnen, fiel dieses schließlich doch wieder an die NEWAG zurück.
Schwierigkeiten bereiteten zunächst die Inhaber von Wasserrechten am Kamp, die nach längeren Verhandlungen aber beigelegt werden konnten. Ebenfalls problematisch war die Finanzierung. Da Niederösterreich in der sowjetischen Besatzungszone lag, konnte hier nicht auf ERP-Mittel (European Recovery Program oder Marshallplan) zugegriffen werden und der Bau musste über Bankkredite finanziert werden. Mit der russischen Besatzungsmacht mussten zusätzlich Verhandlungen geführt werden, da ein für die Errichtung des Kraftwerks Ottenstein notwendiger Steinbruch auf dem von der Roten Armee genutzten Truppenübungsplatz Döllersheim lag.
Eine geologische Störzone, die während der Freilegungsarbeiten an den Talflanken entdeckt wurde, machte eine Verlegung der Staumauer um 50 Meter flussabwärts notwendig.
Mit den Betonierungsarbeiten wurde am 14. Oktober 1954 begonnen. Der erste Maschinensatz ging am 14. Oktober 1956 in Betrieb. Am 6. Juli 1957 wurde das Pumpspeicherkraftwerk Ottenstein in Gegenwart von Bundeskanzler Julius Raab offiziell eröffnet.
Das Kraftwerk wird heute durch die evn naturkraft betrieben.
Im Maschinenhaus sind vier Francis-Turbinen mit einer Nennleistung von je 12 MW installiert. Der Nenndurchfluss beträgt insgesamt 100 m³/s. Das abgearbeitete Wasser fließt direkt in den Dobra-Speicher ab. Weiters bestehen zwei Pumpen mit einer Leistung von je 9 MW, die das Wasser vom Speicher Dobra wieder in den Stausee Ottenstein pumpen können.
Beim Hochwasser 2002 flossen bis zu 640 m³/s dem Stausee zu und ca. 500 bis 550 m³/s aus ihm ab. Die damaligen Wettervorhersagen konnten die niedergegangenen, extremen Regenmengen erst etwa 48 Stunden im Voraus prognostizieren. Der Stausee kam damals in die Schlagzeilen, da das Hochwasser durch möglicherweise falsches Ablassen begünstigt worden sein soll. Es wurde aber niemandem ein schuldhaftes Vorgehen nachgewiesen.
Mitte Mai 2018 hatte nach längerem trockenem Wetter der Stausee einen untypisch niedrigen Wasserstand etwa 5 Meter unter dem langjährigen Schnitt. Die dadurch geringere Fallhöhe wirkte sich als geringerer Maximaldruck an den Turbinen und eine entsprechend geringere maximale Generatorenleistung aus.
Im März 2020 musste die EVN weiterhin Bäume (vor allem Fichten) rund um den See roden, um den Borkenkäfer einzudämmen. Man prüft vor Nachpflanzungen, welche Baumarten höhere Temperaturen und Trockenheit besser ertragen können.
In Erwartung starker und anhaltender Niederschläge wurden ab dem 9. September 2024 große Wassermengen aus dem Stausee abgelassen und 31 Millionen m³ freier Speicher geschaffen. Ein Überlaufen des Stausees würde das Hochwasser des Flusses Kamp erhöhen. Im Unterlauf des Kamp könnten die Werte für ein 100-jährliches Hochwasser übertroffen werden. Bei einem Zufluss von bis zu 450 m³/s war dieser freie Spreicherraum jedoch innerhalb von 24 Stunden wieder großteils aufgebraucht, so dass Wasser über die Hochwasserklappen abgelassen wurde. Zum Ende der Starkregenperiode am 17. September waren noch 4 Millionen m³ freier Speicherraum übrig.

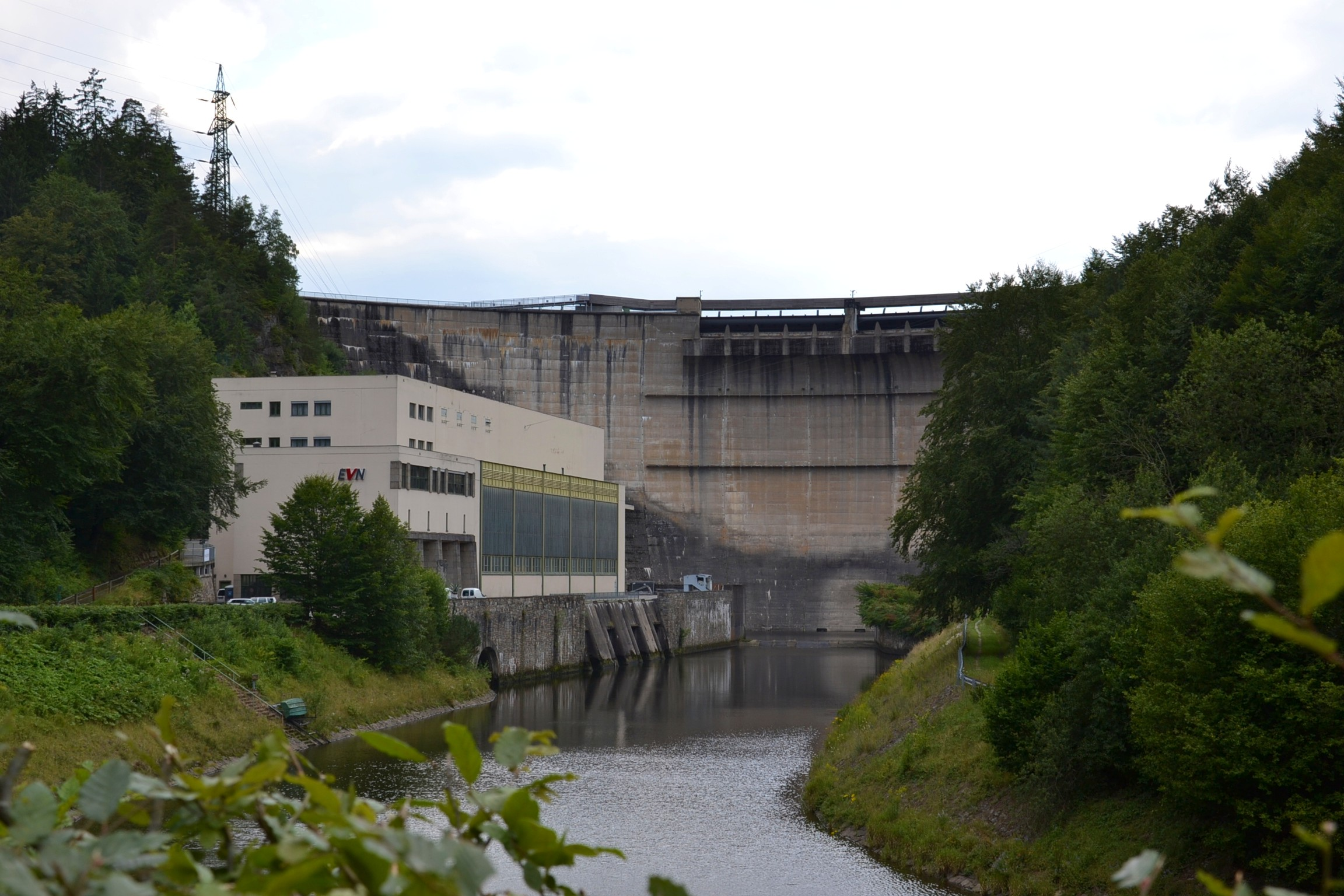
Staumauer des Kraftwerks Ottenstein mit dem Krafthaus, in dem die Pumpen und Turbinen liegen
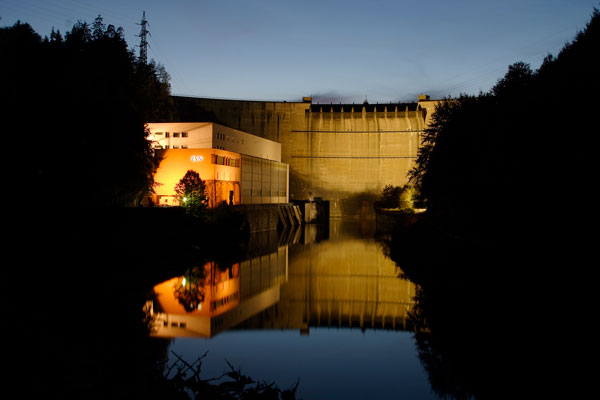
Staumauer des Kraftwerks Ottenstein bei Nacht